# Église Saint-Laurent de Falaise
Pour les articles homonymes, voir Église Saint-Laurent.
L'église Saint-Laurent est une église catholique située à Falaise, en France. Datant des XIIe et XVIe siècles, elle est inscrite aux monuments historiques.

## Localisation
L'église est située dans le département français du Calvados, au nord de l'agglomération de Falaise.

## Historique
L'édifice est inscrit au titre des monuments historiques depuis le 18 mars 1927.

## Architecture

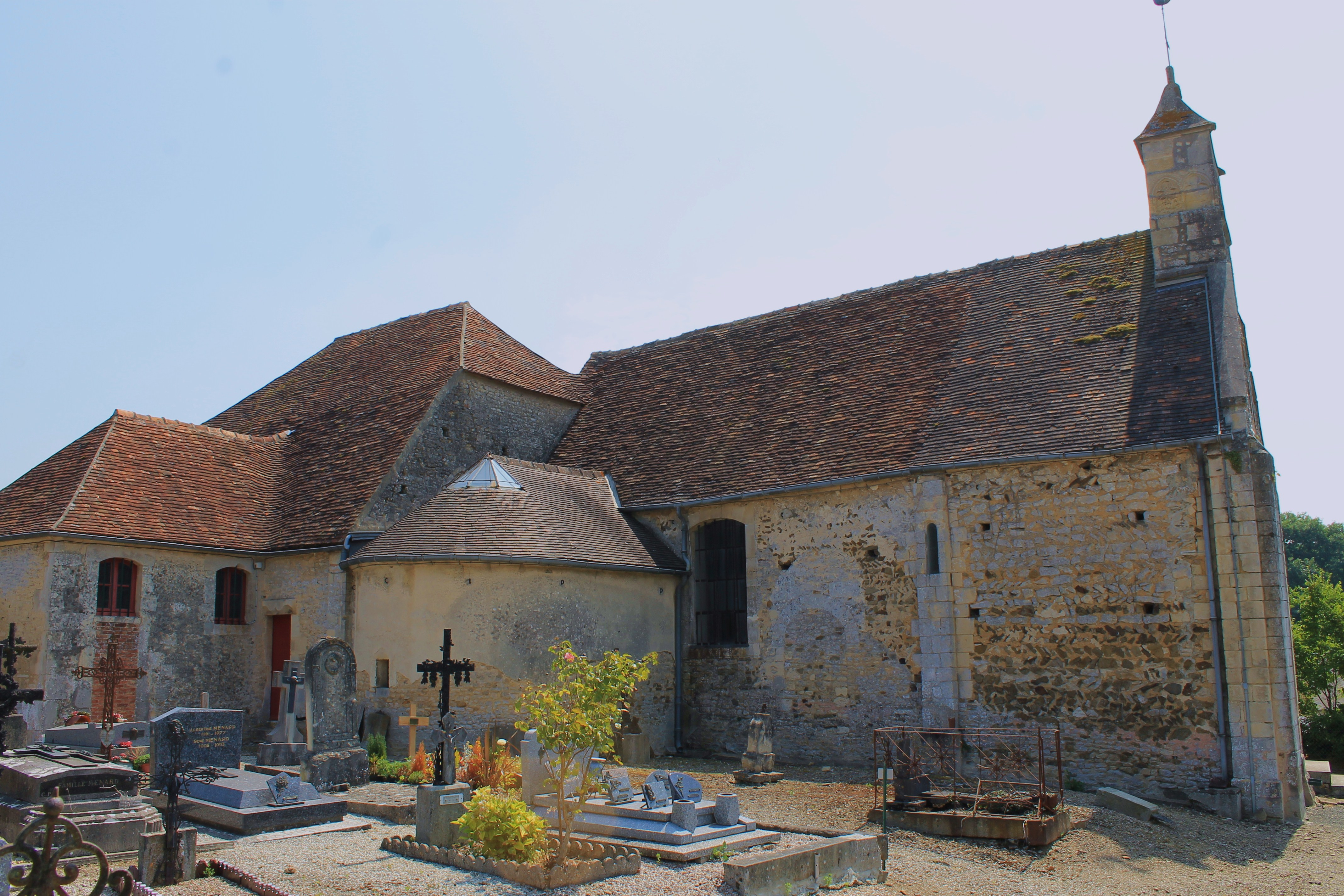
Vue du nord-ouest.
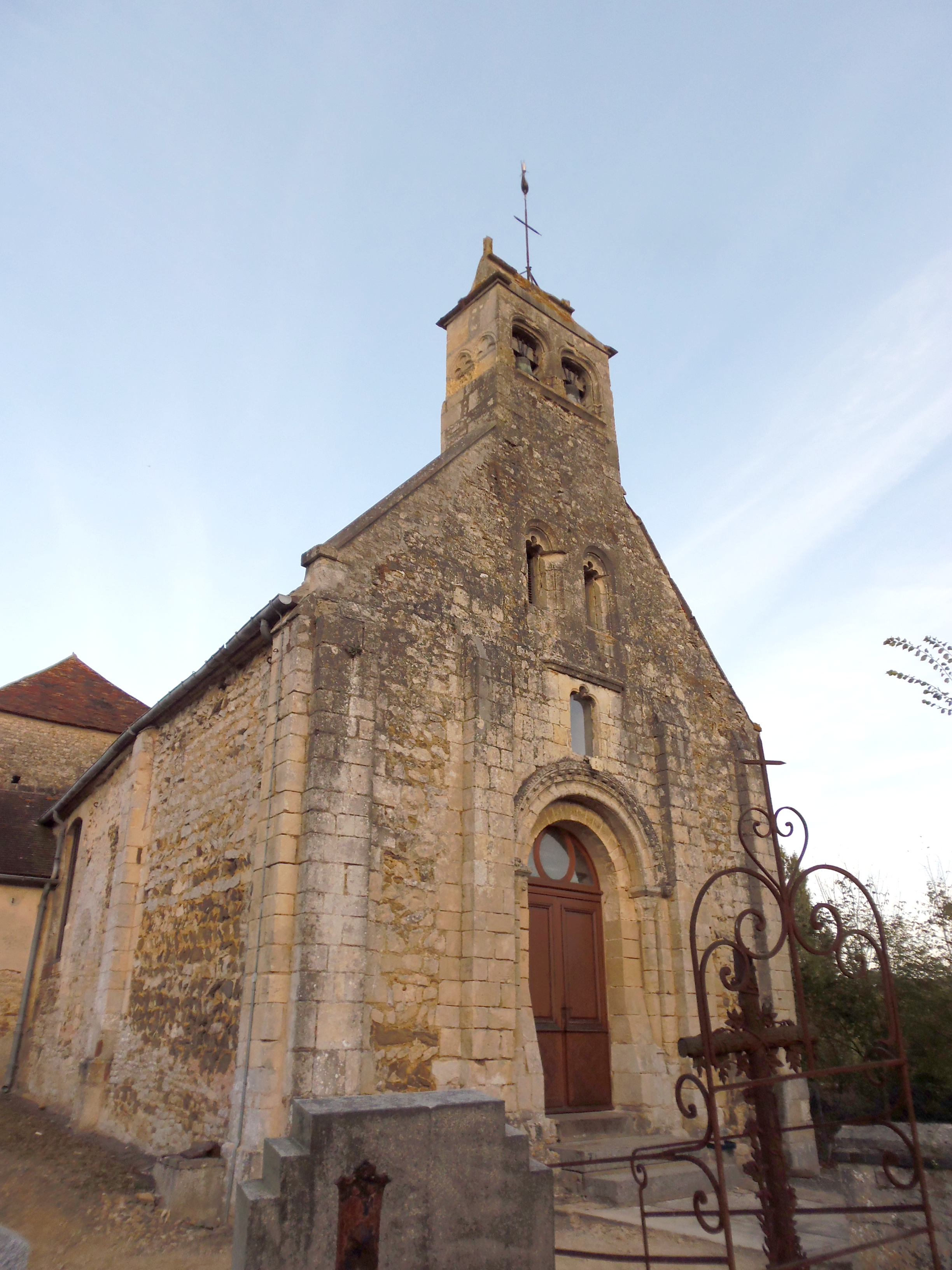
La façade occidentale.